# 237

## Události
- Svatý Babylas se stal antiochijským patriarchou.
- Ardašír I. obnovil útoky na římské provincie v Mezopotámii.

## Narození
- Philippus II., spoluvladař císaře Římského
- Alexander z Konstantinopole, budoucí konstantinopolský patriarcha

## Hlavy států
- Papež – Fabián (236–250)
- Římská říše – Maximinus Thrax (235–238)
- Perská říše – Ardašír I. (224/226–240/241)
- Kušánská říše – Kaniška II. (230–247)
- Japonsko (region Jamataikoku) – královna Himiko (175–248)